# Biserica „Sfinții Arhangheli” din Tătărești
Biserica „Sf. Arhangheli” este o biserică amplasată în Tătărești, raionul Strășeni, Republica Moldova. Este un monument arhitectural de importanță națională inclus în Registrul monumentelor Republicii Moldova ocrotite de stat cu nr. 1423 (raionul Strășeni). Datează de la înc. sec. XX.